# Jesús España
Jesús España, född den 21 augusti 1978 i Valdemoro, är en spansk friidrottare som tävlar i långdistanslöpning.
Españas genombrott kom när han blev bronsmedaljör vid inomhus-EM 2002 på 3 000 meter. Senare samma år var han i final på 5 000 meter vid EM i München men slutade då på en elfte plats. Vid Inomhus-VM 2003 slutade han fyra på 3 000 meter. 
Nästa framgång blev EM 2006 då han på tiden 13.44,70 vann guld på 5 000 meter. Han blev åter bronsmedaljör på 3 000 meter vid inomhus-EM 2007. Han var även i final vid VM i Osaka 2007 där han blev sjua på 5 000 meter. 
Under 2008 deltog han vid Olympiska sommarspelen 2008 och slutade på en fjortonde plats. Bättre gick det vid inomhus-EM 2009 då han åter blev bronsmedaljör på 3 000 meter. 

## Personliga rekord
- 3 000 meter - 7.38,26
- 5 000 meter - 13.13,32